# 3177 Chillicothe
3177 Chillicothe је астероид главног астероидног појаса чија средња удаљеност од Сунца износи 2,634 астрономских јединица (АЈ).
Апсолутна магнитуда астероида је 11,9.